# Championnat de Tunisie masculin de handball 2006-2007
Navigation
Saison précédente 2005-2006 Saison suivante 2007-2008
La saison 2006-2007 du championnat de Tunisie masculin de handball est la 52e édition de la compétition. Elle se déroule en deux phases : une première où toutes les équipes se rencontrent en aller et retour en une poule unique. Les deux derniers rétrogradent en nationale B, alors que les quatre premiers se qualifient pour un deuxième tour à élimination directe (aller, retour et éventuellement une belle).
L'Étoile sportive du Sahel conserve le championnat de Tunisie en battant en finale le même adversaire que la saison précédente, le Club africain. Ce dernier sauve sa saison avec la coupe de Tunisie ainsi que par de nombreux titres chez les jeunes (coupe de Tunisie juniors, championnat des cadets, championnat et coupe de la ligue pour les minimes A, etc.).
En bas du tableau, l'Aigle sportif de Téboulba et le Stade sportif midien quittent l'élite du handball.

## Clubs participants
- Aigle sportif de Téboulba
- Association sportive de handball de l'Ariana
- Association sportive d'Hammamet
- Club africain
- El Baath sportif de Béni Khiar
- El Makarem de Mahdia
- Espérance sportive de Tunis
- Étoile sportive du Sahel
- Jeunesse sportive kairouanaise
- Sporting Club de Moknine
- Stade sportif midien
- Union sportive témimienne

## Compétition
Le barème de points servant à établir le classement se décompose ainsi :
- Victoire : 3 points
- Match nul : 2 points
- Défaite : 1 point
- Forfait et match perdu par pénalité : 0 point

### Première phase
Les quatre premiers se qualifient pour le second tour et les deux derniers rétrogradent en division nationale B.

### Classement
|    | Équipe                                       | Pts | J  | G  | N | P  | Bp  | Bc  | Diff |
| -- | -------------------------------------------- | --- | -- | -- | - | -- | --- | --- | ---- |
| 1  | Club africain                                | 63  | 22 | 20 | 1 | 1  | 712 | 474 | 238  |
| 2  | Étoile sportive du Sahel (T)                 | 62  | 22 | 20 | 0 | 2  | 770 | 516 | 254  |
| 3  | Espérance sportive de Tunis (C)              | 58  | 22 | 18 | 0 | 4  | 684 | 540 | 144  |
| 4  | Association sportive d'Hammamet              | 54  | 22 | 15 | 2 | 5  | 656 | 569 | 87   |
| 5  | El Makarem de Mahdia                         | 48  | 22 | 13 | 0 | 9  | 619 | 583 | 36   |
| 6  | Union sportive témimienne                    | 47  | 22 | 12 | 1 | 9  | 680 | 638 | 42   |
| 7  | El Baath sportif de Béni Khiar               | 39  | 22 | 8  | 1 | 13 | 589 | 622 | -33  |
| 8  | Sporting Club de Moknine                     | 37  | 22 | 7  | 1 | 14 | 648 | 691 | -43  |
| 9  | Association sportive de handball de l'Ariana | 33  | 22 | 5  | 1 | 16 | 552 | 722 | -170 |
| 10 | Jeunesse sportive kairouanaise (P)           | 32  | 21 | 5  | 1 | 15 | 573 | 628 | -55  |
| 11 | Aigle sportif de Téboulba (P)                | 30  | 22 | 3  | 2 | 17 | 522 | 660 | -138 |
| 12 | Stade sportif midien                         | 21  | 21 | 0  | 0 | 21 | 460 | 828 | -368 |

|  | Qualifié pour le play-off                                                                              |
|  | Relégué en division nationale B                                                                        |
|  | (T) Tenant du titre (C) Vainqueur de la coupe de Tunisie 2005-2006 (P) Club promu de deuxième division |

### Play-off
|  | Demi-finales      | Demi-finales  | Demi-finales | Demi-finales | Demi-finales |  |          | Finale                 | Finale | Finale | Finale | Finale |
|  |                   |               |              |              |              |  |          |                        |        |        |        |        |
|  |                   |               |              |              |              |  |          |                        |        |        |        |        |
|  | (1) Club africain | 2             | 29           | 26           |              |  |          |                        |        |        |        |        |
|  | (4) AS Hammamet   | 0             | 28           | 21           |              |  |          |                        |        |        |        |        |
|  |                   |               |              |              |              |  |          |                        |        |        |        |        |
|  |                   |               |              |              |              |  | ES Sahel | 2                      | 27     | 30     |        |        |
|  |                   | Club africain | 0            | 23           | 27           |  |          |                        |        |        |        |        |
|  |                   |               |              |              |              |  |          |                        |        |        |        |        |
|  |                   |               |              |              |              |  |          | Match pour la 3e place |        |        |        |        |
|  |                   |               |              |              |              |  |          |                        |        |        |        |        |
|  | (2) ES Sahel      | 2             | 23           | 30           | 26           |  | ES Tunis | 2                      | 36     | 36     |        |        |
|  | (3) ES Tunis      | 1             | 26           | 21           | 25           |  |          | AS Hammamet            | 0      | 32     | 32     |        |

|  | Suivi de la série. |

|  | Score de l'équipe recevante. |

|  | Score de l'équipe en déplacement. |

### Division nationale B
La compétition se déroule en une poule unique en aller et retour. Le Stade nabeulien n'éprouve pas de difficultés à obtenir l'accession en division nationale A avec huit points d'avance sur l'Union sportive de Gremda, qui l'accompagne vers l'élite. Le Club sportif de Hiboun et le Wided athlétique de Montfleury sont relégués en division d'honneur.
- - 1er : Stade nabeulien, 61 points
  - 2e : Union sportive de Gremda, 53 points
  - 3e : Espoir sportif de Hammam Sousse, 49 points
  - 4e : Jendouba Sports, 45 points
  - 5e : Union sportive sayadie, 44 points
  - 6e : Sporting Club de Ben Arous, 43 points
  - 7e : Club sportif de Sakiet Ezzit, 40 points
  - 8e : Jeunesse sportive de Chihia, 40 points
  - 9e : Handball Club de Djerba, 40 points
  - 10e : Olympique de Médenine, 40 points
  - 11e : Club sportif de Hiboun, 39 points
  - 12e : Wided athlétique de Montfleury, 27 points

### Division d'honneur
Les barrages nationaux s'achevent par l'accession en division nationale B du Croissant sportif de M'saken et de la Zitouna Sports qui terminent devant la Jeunesse sportive de Grombalia et le Club de handball de Jemmal.

## Champion
- Étoile sportive du Sahel
  - Entraîneur :  Nicolas Stepenets puis  Sayed Ayari
  - Effectif : Majed Hamza, Iteb Bouali et Mohamed Tajouri (GB), Yousri Ghali, Sobhi Saïed, Dhaker Sboui, Souheil Klai, Hamdi Aissa, Amen Gafsi, Yousri Jouablia, Ramzi Charef, Anis Hassen, Farhat Slimane, Alexander Sacha Kashirin, Selim Hedoui, Houssem Bedoui, Jed Fathallah, Moez Ben Amor